# Anna Cramling Bellón
Anna Cramling Bellón (Màlaga, Andalusia, 30 d'abril de 2002) és una jugadora d'escacs sueca-espanyola, coneguda pel fet de ser transmissora en viu de Twitch i YouTuber. Té el títol de Mestra de la FIDE Femenina (WFM).

## Biografia
Els seus pares són Pia Cramling i Juan Manuel Bellón López, també jugadors d'escacs, i tots dos tenen el títol de Gran Mestre (GM). Com que la seva mare és sueca i el seu pare és espanyol, Cramling va créixer tant a Suècia com a Espanya i parla tant suec com castellà a més d'anglès. El seu oncle, Dan Cramling, també va ser un fort jugador d'escacs.
A principis del 2020 va llançar el seu propi canal de Twitch després de tenir l'oportunitat de comentar amb la seva mare sobre el matx del Campionat del Món Femení d'Escacs de 2020 entre Ju Wenjun i Aleksandra Goriàtxkina a principis d'any. Després d'aproximadament un any de transmissió a Twitch, va signar amb Panda, convertint-se en el seu primer transmissor d'escacs, així com en la primera escaquista sueca a signar amb una organització d'eSports.
A nivell competitiu, va representar Suècia a l'Olimpíada d'Escacs del 2016 a Bakú.